# Alvaiázere
Alvaiázere est une municipalité (en portugais : concelho ou município) du Portugal, située dans le District de Leiria et la région Centre.

## Géographie
La municipalité est limitrophe :
- au nord, d'Ansião,
- au nord-est, de Figueiró dos Vinhos,
- au sud-est, de Ferreira do Zêzere,
- au sud-ouest, d'Ourém,
- à l'ouest, de Pombal.

## Démographie
| 1801  | 1849  | 1900   | 1930   | 1960   | 1981   | 1991  | 2001  | 2004  |
| ----- | ----- | ------ | ------ | ------ | ------ | ----- | ----- | ----- |
| 3 477 | 6 426 | 11 936 | 12 870 | 13 583 | 10 510 | 9 306 | 8 438 | 8 112 |

| 2011  | - | - | - | - | - | - | - | - |
| ----- | - | - | - | - | - | - | - | - |
| 7 287 | - | - | - | - | - | - | - | - |

## Subdivisions
La municipalité d'Alvaiázere groupe 7 paroisses (freguesia, en portugais) :
- Almoster
- Alvaiázere : possède le rang de « ville »
- Maçãs de Caminho
- Maçãs de Dona Maria
- Pelmá
- Pussos
- Rego da Murta